# 佐藤貴文
佐藤 貴文（さとう たかふみ、1984年6月7日 - ）は、日本の作曲家、サウンドデザイナー、音楽プロデューサー。株式会社2nd STAR PRODUCTION代表。元株式会社バンダイナムコスタジオ所属。ゲーム・アニメ『アイドルマスター』シリーズのキャラクターソングを多く手がけ、代表作に「Thank You!」「Brand New Theater!」「Rat A Tat!!!」などがある。2024年配信ゲーム『学園アイドルマスター』では音楽プロデューサーを務めている。

## 来歴
- 2010年 – バンダイナムコゲームス（現・バンダイナムコスタジオ）に入社し、『アイドルマスター2』でデビュー[3]。
- 2017年 – 『アイドルマスター ミリオンライブ! シアターデイズ』のサウンドディレクターに就任[4]。
- 2023年 – TVアニメ『アイドルマスター ミリオンライブ!』OP「Rat A Tat!!!」を作曲し、音楽プロデューサーを兼任[5]。
- 2024年 – 『学園アイドルマスター』音楽P就任、「The Rolling Riceball」などを制作[6]。
- 2024年10月 – Apple Music番組「初星学園音楽部」第6回で歌手のAdoと対談[7]。
- 2025年3月 - 同月末でバンダイナムコスタジオを退職。株式会社2nd STAR PRODUCTIONを立ち上げ独立する[8]。

## 音楽性
- 「キャラクターの気持ちを“誰に何を伝えるか”まで落とし込み、曲全体を設計する」ことをポリシーとしている[9]。
- サビ頭に跳躍進行を置き、多重ハーモニーで高揚感を作るメロディが特徴で、コーラスはライブで観客が歌いやすいよう中域を空けたヴォイシングを採用する[6]。
- 編曲面ではEDMのサイドチェインや8bit音と、生ギター・ブラスを組み合わせたハイブリッド編成を好み、モバイル再生での聴感を優先して150 Hz以下を削るミックスを行う[10]。
- 影響源としては吹奏楽経由で久石譲・ジョン・ウィリアムズ、ダンス系ではDEADMAU5やMadeonを挙げている[11]。

## 主な提供楽曲

### アイドルマスター 765PRO ALLSTARS
- 「待ち受けプリンス」（2014年） – 作詞・作曲・編曲
- 「ザ・ライブ革命でSHOW!」（2016年） – 作曲・編曲
- 「紅白応援V」（2017年） – 作詞・作曲
- 「ToP!!!!!!!!!!!!!」（2017年） – 作曲・編曲
- 「マジで…!?」（2020年） – 作曲・編曲
- 「乙女よ大志を抱け!! -Takafumi Sato Remix-」（2014年） – リミックス編曲
- 「何度も言えるよ -Takafumi Sato Remix-」（2021年） – リミックス編曲

### アイドルマスター シンデレラガールズ
- 「あんずのうた」（2013年） – 作詞・作曲・編曲
- 「DOKIDOKIリズム」（2013年） – 作詞・作曲・編曲
- 「おねだり Shall We〜？」（2014年） – 作詞・作曲・編曲
- 「小さな恋の密室事件」（2014年） – 作詞・作曲・編曲
- 「みんなのきもち」（2015年） – 作詞・作曲・編曲
- 「おかしな国のおかし屋さん」（2016年） – 作詞・作曲・編曲
- 「メルヘン∞メタモルフォーゼ！」（2017年） – 作曲・編曲
- 「空想探査計画」（2017年） – 作曲・編曲
- 「OTAHEN アンセム」（2020年） – 作詞・作曲・編曲

### アイドルマスター ミリオンライブ！
- 「Thank You!」（2013年） – 作曲・編曲
- 「Welcome!!」（2014年） – 作曲・編曲
- 「Dreaming!」（2015年） – 作曲・編曲
- 「Brand New Theater!」（2017年） – 作曲
- 「Do the IDOL!! 〜断崖絶壁チュパカブラ〜」（2020年） – 作曲
- 「Rat A Tat!!!」（2023年・TVアニメ OP） – 作曲

### アイドルマスター シャイニーカラーズ
- 「なんどでも笑おう」（2020年） – 作曲

### 学園アイドルマスター
- 「The Rolling Riceball」（2024年） – 作詞・作曲
- 「かちドキ」（2025年） – 作曲（大澤めいと共作）
- 「つよつよ最強エクササイズ」（2025年） – 作曲（坪井リヒトと共作）
- 「標〈校歌〉」（2025年） – 作曲

### 電音部
- 「アイドル狂戦士」（2020年） – 作詞・作曲・編曲／ボーカル

### 太鼓の達人 ナムコオリジナル
- 「わんにゃーワールド」（2011年） – 作詞・作曲・編曲／ギター
- 「サイクル・オブ・リバース」（2011年） – 作詞・作曲・編曲／ギター
- 「隼（Hayabusa）」（2011年） – 作曲・編曲
- 「キミと響くハーモニー」（2012年） – 作曲・編曲
- 「マオウのショウタイム」（2012年・3DS『ちびドラゴンと不思議なオーブ』） – 作詞・作曲・編曲／ボーカル
- 「ミーナのおやしき」（2013年） – 作詞・作曲・編曲
- 「EDY -エレクトリカルダンシングヨガ-」（2015年） – 作詞・作曲・編曲
- 「Audio de Ka!」（2017年） – 作曲（共同）

### その他リミックス・提供曲
- 「サイクル・オブ・リバース」（2011年） – 作詞・作曲・編曲／ギター（バンダイナムコ社歌リミックス）

## 参加作品
| 年   | 作品                                            | 備考                             | 担当                     |
| ---- | ----------------------------------------------- | -------------------------------- | ------------------------ |
| 2011 | アイドルマスター2                               | 家庭用ゲーム                     | 作編曲                   |
| 2017 | アイドルマスター ミリオンライブ! シアターデイズ | 主題歌「Brand New Theater!」ほか | サウンドディレクター     |
| 2023 | アイドルマスター ミリオンライブ!（TVアニメ）    | OP「Rat A Tat!!!」               | 音楽プロデューサー／作曲 |
| 2024 | 学園アイドルマスター                            | 主題歌「The Rolling Riceball」   | 音楽プロデューサー／作曲 |

## 講演
- CEDEC 2013 – 「キャラクターソング制作における楽曲デザイン」[3]

## 関連人物
- モモキ エイジ – 作詞家。シリーズで共作多数
- 中川 浩二 – バンダイナムコスタジオ サウンドプロデューサー
- 渡辺 量 – 同僚コンポーザー、ASOBINOTES共同P[6]